# Lennea
Lennea é um género botânico pertencente à família Fabaceae.